# Pontificale Katholieke Universiteit van Chili
De Pontificale Katholieke Universiteit van Chili (Spaans: Pontificia Universidad Católica de Chile, PUC) is een van de zes katholieke universiteiten van Chili. De universiteit heeft vier campussen in Santiago en één in Villarrica.
De Katholieke Universiteit van Chili werd op 21 juni 1888 opgericht door de aartsbisschop van Santiago. In het begin kon men alleen rechten en wiskunde aan de universiteit studeren, maar al spoedig werden de vakgebieden uitgebreid. Op 11 februari 1930 schonk paus Pius XI de universiteit de status van pontificale universiteit. Hiermee werd nog maar eens de nauwe band tussen de onderwijsinstelling en het Vaticaan benadrukt.
Hoewel een particuliere universiteit, verkrijgt het subsidie van de staat.
De bekendste alumni van de universiteit zijn de jezuïet Alberto Hurtado Cruchaga (1901-1952) en president Eduardo Frei Montalva (1911-1982).

## Positie wereldranglijst

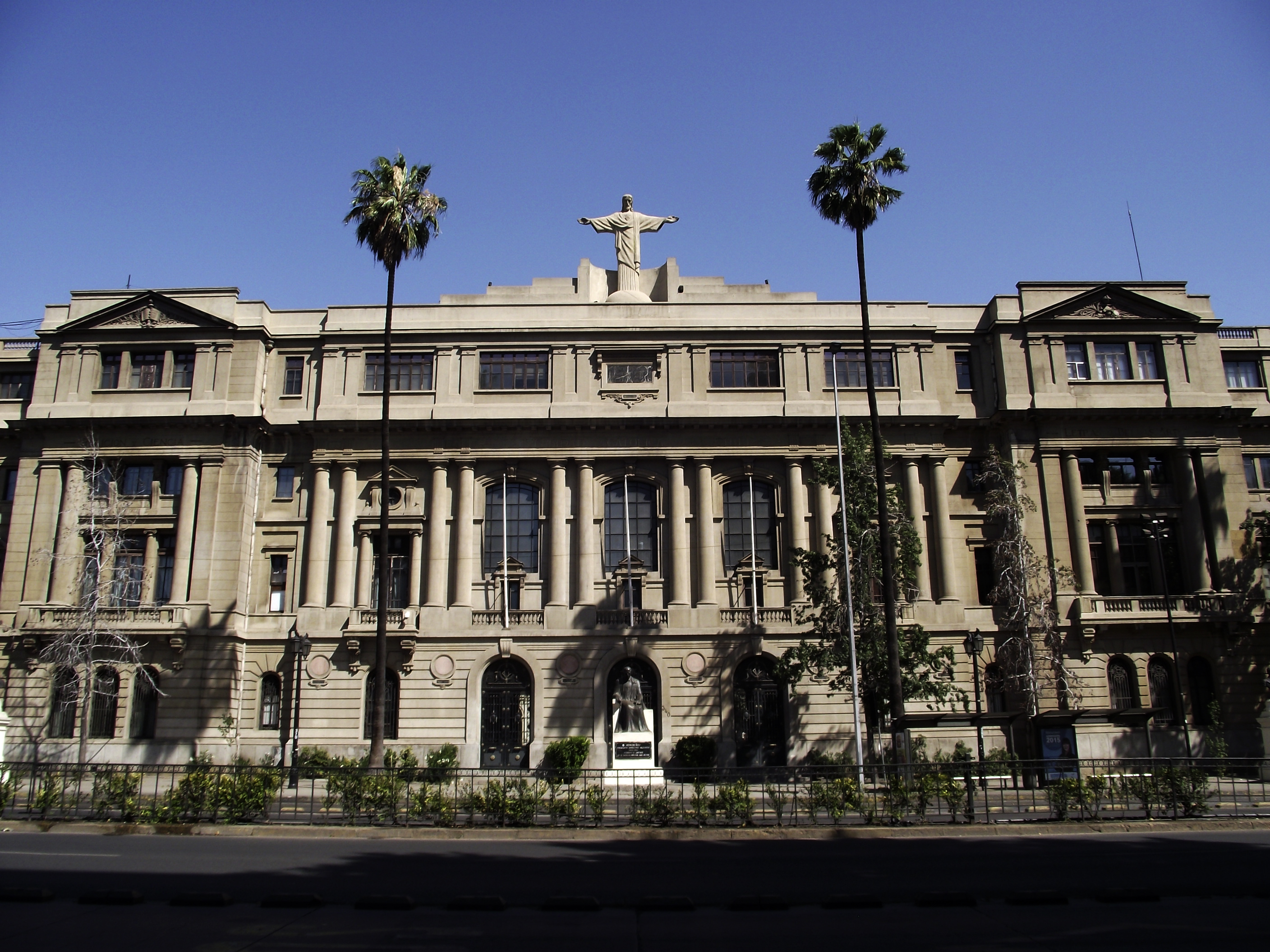
Het hoofdkwartier van de PUC

De PUC staat volgens de Shanghai Ranking in de top tien van Zuid-Amerikaanse universiteiten. Volgens de QS Ranking is het zelfs de beste universiteit van Latijns Amerika.